# Ken Boyer
Pour les articles homonymes, voir Boyer.
Kenton Lloyd Boyer (né le 20 mai 1931 à Liberty, Missouri, États-Unis et mort le 7 septembre 1982 à Saint-Louis, Missouri, États-Unis) était un joueur de troisième but de la Ligue majeure de baseball.
Il évolue de 1955 à 1969 et joue ses 11 premières saisons chez les Cardinals de Saint-Louis, qui retirent son numéro 14 après sa carrière. Joueur par excellence de la Ligue nationale en 1964, Boyer est invité à 11 match des étoiles, remporte 5 fois le Gant doré du meilleur joueur de troisième but défensif et réussit 2 143 coups sûrs, dont 282 circuits, en 15 saisons. Il mène le baseball majeur avec 119 points produits en 1964 et remporte la même année la Série mondiale avec ses coéquipiers des Cardinals.
Il est par la suite gérant des Cardinals de Saint-Louis de 1978 à 1980.
Ses frères Cloyd Boyer (né en 1927) et Clete Boyer (né en 1937) sont aussi d'anciens joueurs de baseball professionnels.